# Рончевич, Берислав
 Берислав Рончевич  (хорв. Berislav Rončević; 23 июня 1960, село Боровик, община Дренте, СР Хорватия) — хорватский политический и государственный деятель, занимал посты министра внутренних дел и министра обороны Республики Хорватия.

## Биография
Родился в селе Боровик, в настоящее время входящем в общину Дренте Осиецко-Бараньской жупании Хорватии. Закончив Загребский университет, получил диплом юриста. Член Хорватского демократического союза (ХДС) с 1990 года. Начал свою политическую карьеру в городе Нашице, после чего работал в партийных структурах родной жупании. Работал помощником мэра, а впоследствии мэром Нашице. Был депутатом хорватского парламента с 2000 года. После парламентских выборов 2003 года вступил в должность министра обороны Республики Хорватия. Во втором правительстве Иво Санадера занял пост министра внутренних дел. Премьер-министр Санадер уволил Рончевича в октябре 2008 года в связи с критикой неэффективной работы полиции. Поводом для этого послужило убийство Иваны Ходак, дочери адвоката Звонимира Ходака и бывшего заместителя премьер-министра Лерки Минтас-Ходак.
В декабре 2010 года был осуждён на 4 года лишения свободы по обвинению в нарушениях, допущенных при приобретении армейских грузовиков.
Женат на Влатко Рончевич (урождённая Чиндори), с которой имеет четверых детей.